# 小行星7853
小行星7853（7853 Confucius）是由荷兰天文学家科尼利斯·约翰内斯·范·侯登、英格丽·范·侯登-格伦卫德夫妇和美国天文学家汤姆·格雷尔斯在1973年1月29日发现的主带小行星。
該小行星以中国古代著名教育家、儒家思想的宗师孔子命名。